# Le Fournet
Le Fournet ist eine französische Gemeinde mit 76 Einwohnern (Stand 1. Januar 2022) im Département Calvados in der Region Normandie. Sie gehört zum Kanton Mézidon Vallée d’Auge und zum Arrondissement Lisieux. 
Nachbargemeinden sind Bonnebosq im Nordwesten und im Norden, Formentin im Osten und Auvillars im Süden und im Westen.

## Bevölkerungsentwicklung
| Jahr      | 1962 | 1968 | 1975 | 1982 | 1990 | 1999 | 2005 | 2010 | 2015 |
| --------- | ---- | ---- | ---- | ---- | ---- | ---- | ---- | ---- | ---- |
| Einwohner | 48   | 38   | 38   | 31   | 43   | 43   | 50   | 59   | 58   |

## Sehenswürdigkeiten

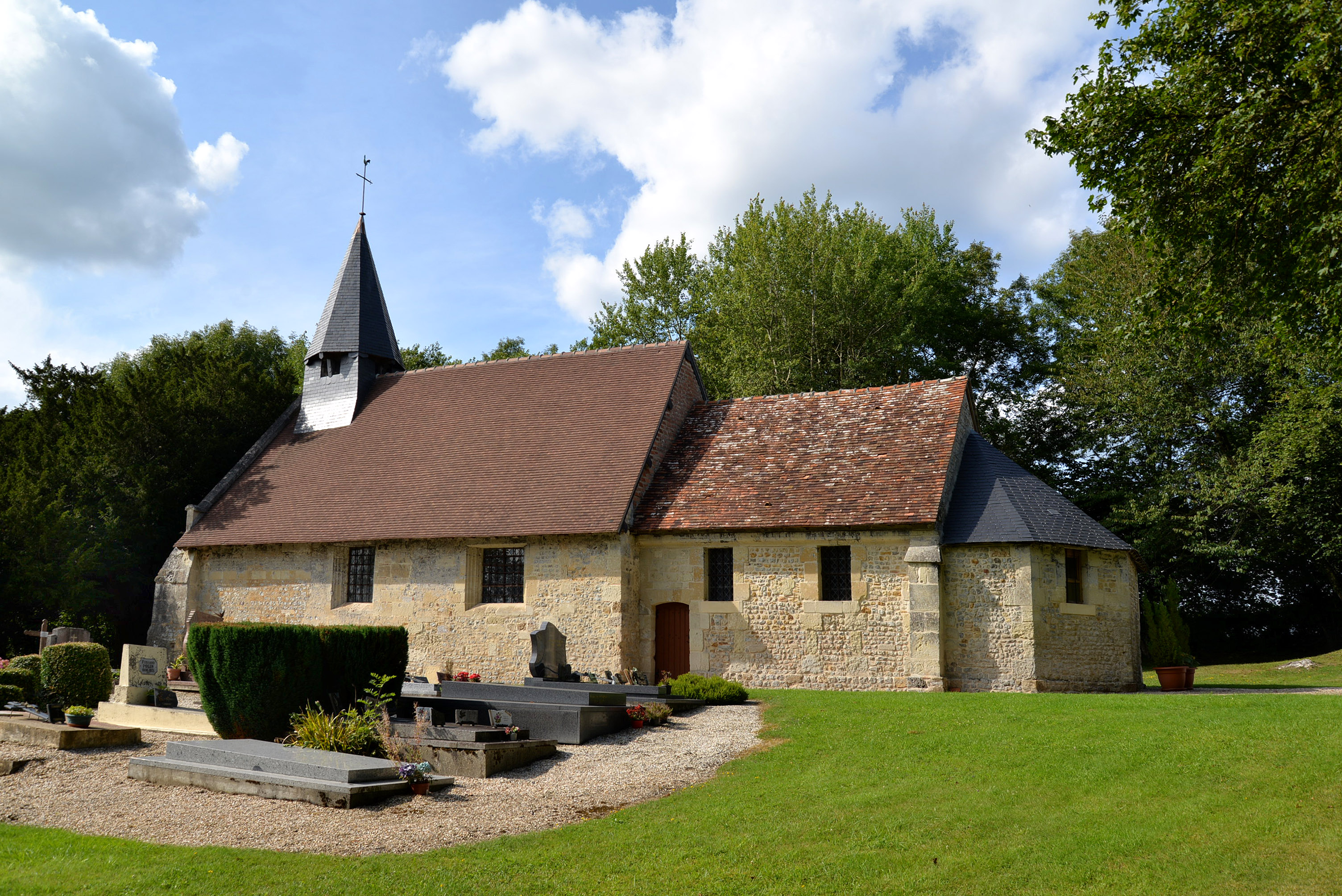
Kirche Saint-Pierre

- Kirche Saint-Pierre